# 蒂普提克
蒂普提克（Diptyque）是一个法国豪华香水品牌。该公司总部设在巴黎，生产淡香水、淡香水、香薰蜡烛和香水油扩散器。它最初的精品店仍然位于巴黎第五区的圣日耳曼大道34号，现在成为全球闻名的香水品牌。名字来自古希腊语（δίπτυχος），意思是一个两面的图像。該公司由舞台設計師 Yves Coueslant、室內設計師 Christiane Gautrot 和畫家 Desmond Knox-Leet 創立。
2005年，Diptyque被總部位於倫敦的私募股權公司Manzanita Capital收購。

## 香水

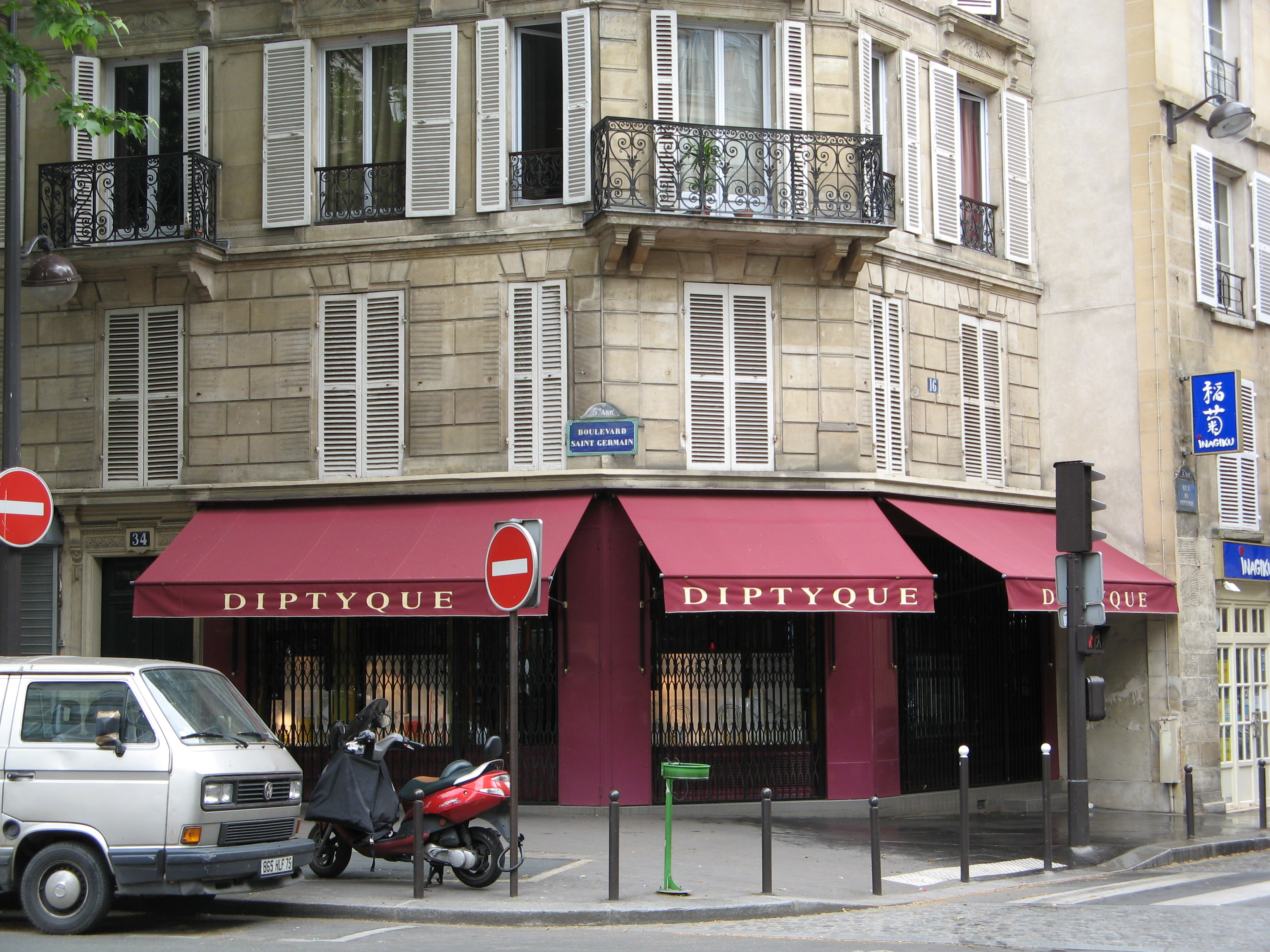
圣日耳曼大道034号 蒂普提克香水公司

- Figuier
- Baies
- Philosykos
- L'Ombre dans L'Eau
- Do Son
- L'Eau des Sens
- Eau Rose
- Tam Dao
- Fleur de Peau